# 友添秀則
友添 秀則（ともぞえ ひでのり、1956年8月14日 - ）は日本の教育学者。専門領域は、スポーツ教育学、スポーツ倫理学、体育科教育学。元早稲田大学スポーツ科学学術院教授。博士（人間科学）。現在、環太平洋大学体育学部教授。大阪府大阪市出身。

## 人物
現代スポーツが抱える諸問題の解決に取り組み、日本のスポーツ界の発展に影響を及ぼす人物の一人である。2018年11月から早稲田大学の理事を務めるほか、公益財団法人日本オリンピック委員会の常務理事や、スポーツ庁スポーツ審議会の会長代理を始めとして、多くの学外委員を歴任している。こうした活動の中で、「スポーツ界における暴力行為根絶宣言」（日本体育協会・日本オリンピック委員会他，2013）や「運動部活動での指導のガイドライン」（文部科学省，2013）、「運動部活動の在り方に関する総合的なガイドライン」（スポーツ庁，2018）、「スポーツ団体ガバナンスコード＜中央競技団体向け＞」（スポーツ庁，2019）、「運動部活動の地域移行に関する検討会議提言」の取りまとめを座長として行った。さらに、「スポーツ団体ガバナンスコード＜中央競技団体向け＞」の2019年版の改訂版（スポーツ庁，2023）を座長として取りまとめた。また、2012年9月から2016年9月まで、早稲田大学スポーツ科学学術院長（スポーツ科学部長）、早稲田大学理事を務めた。

## 主義・主張
日馬富士の貴ノ岩に対する傷害事件に関しては「角界の暴力的な体質は時津風部屋力士暴行死事件以来変わっていない」「勝てば何でも許されるという、大学の体育会系の体質とよく似ている」と批判しており「稽古の中で力を発揮できないとか、単に簡単に投げられるというのは非行でもないが、暴力は犯罪行為である」と解説している。さらに「臨床報告でも明らかな通り、殴った人は殴ったことを覚えていない」と科学的な見解も示している。その上で友添は、教職志望の大学生が介護実習で「優秀なものが偉い」という価値観を変えて帰ってくることから、養護施設や介護施設でボランティアとして一定期間、若い力士に生活を体験させた方がよいと提言している。また、コンピューターが使用できるようになったり英語でメールが出せるようになったりするように、知的な訓練をさせる必要があるとも説いている。番付上位の力士に小突かれて芽が出ずに敗北の体験だけをして角界を去るのでなく、敗北の体験をプラスに変えるシステムが必要であるという趣旨の主張をしている。ガバナンスに関しては、協会運営者、現場担当者、部屋の経営者が同じ年寄が行っている状況は、運営者、実施者、経営者の間による緊迫感が生じないことから腐敗を生むと指摘。早稲田大学スポーツ科学部には2018年時点で大学院生を含めて約2000人程の学生がいるがそこでは問題は起きていないし、もし日本相撲協会と同じ程度の数の不祥事が起こったとすれば学部自体が解体に追い込まれるだろうと喩えている。
運動部活動の地域連携・地域移行については、地域移行についての提言を取りまとめる中で、現状の学校部活動では少子化・教師の働き方改革の点で課題が山積しているとの立場から、地域移行については積極的に推進すべきとの立場に立っている。

## 経歴
- 1980年 - 筑波大学体育専門学群　卒業
- 1982年 - 筑波大学大学院修士課程　体育研究科　修了
- 1985年 - 香川大学教育学部　講師
- 1987年 - 香川大学教育学部　助教授
- 1989年 - 1990年 ニューヨーク州立大学　客員教授
- 1996年 - 香川大学教育学部　教授
- 2000年 - 早稲田大学人間科学部　教授
- 2003年 - 2020年10月　早稲田大学スポーツ科学学術院　教授
- 2012年 - 2016年  早稲田大学スポーツ科学学術院長
- 2018年 - 2020年9月　早稲田大学　理事
- 2023年 - 環太平洋大学体育学部　教授

## 所属学会
- 日本体育学会(元副会長）
- 日本スポーツ教育学会（会長）
- 日本体育科教育学会（元会長）
- 日本体育・スポーツ哲学会
- International Association for the Philosophy of Sport

## 研究、著作

### 論文
- 日本的スポーツ社会の構造的特質に関する試論．体育・スポーツ哲学研究，4・5：105-115．1983年
- スポーツ倫理学の研究方法論に関する研究．スポーツ哲学研究，13（1）：39-54．1991年
- Implication of the Learning Theory of Edo Era Martial Arts to a New Paradigm of Sports．スポーツ教育学研究，13（1）：45-54．1993年
- 体育の学習集団に関する実践研究：集団形成過程重視の試み．スポーツ教育学研究，15（1）：35-47．1995年
- スポーツと倫理：現代スポーツのアポリアと関連して．日本スポーツ法学会年報，9：42-59．2002年
- アメリカにみる学校体育カリキュラム改革の動向．スポーツ教育学研究，22（1）：29-38．2002年
- スポーツ文化の創造能力を育てる体育授業．体育授業研究，6：45-53．2003年
- 体育における人格形成プログラムの有効性に関する研究．体育科教育学研究，22（2）：11-22．2006年
- 体育における人間形成論の課題．体育科教育学研究，23（1）：1-10．2007年
- JTPE掲載論文にみる体育における道徳学習と責任学習の研究動向．スポーツ教育学研究29（2）：1-16．2010年
- 1960年代における「根性」の変容に関する一考察：東京オリンピックが果たした役割に着目して．体育学研究，57（1）：129-142．2012年
- 戦前期日本の女子体育振興に関する史的研究：大正期を中心として．体育学研究，57（1）：177-189．2012年
- A study on ethics of collective responsibility in Japan's high school baseball : An examination from the viewpoint of communitarianism. International Journal of Sport and Health Science 11：62-67．2013年
- 野球における報復死球の是非について．体育・スポーツ哲学研究 35（1）：1-13．2013年
- 野球における報復死球の是非について ：責任概念からの検討をとおして．体育学研究， 58（2）：473-482．2013年
- Sport in China's Universities and Colleges from the Late Qing Dynasty to the Republic of China (1890s-1937): Origins，Expression and Problems. スポーツ教育学研究 32（2）：15-30．2013年
- 中村敏雄の学校体育論における 理論的出発点に関する一考察．体育学研究 58（1）：123-133．2013年
- 学校カリキュラムにおける体育領域の位置と役割：これからの体育を考えるために.体育科教育学研究，30（2）：65-72．2014年
- 大正から昭和戦前期における青年団の体育・スポーツ活動：機関誌『フチュウスポーツ』からの検討．体育学研究，59（2）：705-720．2014年
- スポーツにおける人間形成の可能性．保健の科学57（1）：27-32．2015年
- スポーツ庁の設置と学校体育への期待．体育科教育，63（13）：20-27．2015年
- 大正期における青年団の体育奨励方策に関する研究：東京府の行政過程に着目して．体育学研究，60（2）：449-465．2015年
- 大学の運動部活動における先輩後輩関係尺度の開発 ：学年，性別，部の諸特性の違いにみる特徴の検討．スポーツ教育学研究，35（2）：1-16．2015年
- 疾走動作の観察的動作評価法に関する研究：小学5・6年生を分析対象とした評価基準の検討．体育科教育学研究，32（1）：1-20．2015年
- 大正前期における報徳会の青年団体育奨励構想に関する研究：機関誌『斯民』を用いた検討．体育学研究，61（2）：701-716．2016年
- 田中義一の青年団体育奨励構想（1908-1916）に関する研究．スポーツ教育学研究，36（2）：15-30．2016年
- 小学校の体育授業における協同学習モデルの成果に関する研究：ジグソーJPEを適用した児童同士の関わり合いを促す授業実践を通した検討．体育科教育学研究，33（1）：1-18．2017年
- 小学校中学年における疾走動作の観察的動作評価法の作成．体育科教育学研究，33（2）：49-64．2017年
- 中学校の体育授業における学習者の学習観および学習方略の関連に関する研究．体育学研究，63（1）：215-236．2018年
- 小学校中学年の体育授業におけるジグソーJPEの成果に関する研究：学習者同士の関わり合いを促すためのプレルボールを基にした易しいゲームの授業実践を通して．スポーツ教育学研究，38（1）：1-20．2018年
- 中国の教科体育における人間形成の位置づけに関する研究：1980年代に着目して．スポーツ教育学研究，38（1）：21-37．2018年
- A study on the Formation Process of Sports Recommendation Admissions to Universities in Japan.  International Journal of Sport and Health Science., 16:146-172. 2018
- Studies on Physical Education Promotion Policy for Young Men’s Association in the Taisho Era:Focusing on the Administrative Process in Tokyo Prefecture.  International Journal of Sport and Health Science.,16:236-254．2018
- 全国高等学校体育連盟の形成過程に関する研究：設立時の活動実態と競技会主催権の確立に着目して．スポーツ教育学研究，38（2）：1-20．2018年
- 部活改革による多忙化の解消と地域移行の意義．教職研修，50 (12), 90-92, 2022年
- 部活改革による多忙化の解消と地域移行の意義．教職研修，50 (12), 90-92, 2022年
- 第3期スポーツ基本計画の意味論：スポーツの価値とこれからの社会．スポーツ教育学研究 43 (1), 75-79, 2023年
- 運動部活動改革と「運動部活動の地域移行に関する検討会議提言」をめぐって．みんなのスポーツ : 公益社団法人全国スポーツ推進委員連合機関誌，45 (6), 12-14, 2023年

### 単著
- 『スポーツのいまを考える』（創文企画）2008年
- 『体育の人間形成論』（大修館書店）2009年
- 『わが国の体育・スポーツの系譜と課題 : 嘉納治五郎と近代』（大修館書店）2022年

### 共編著、編集、監修
- 友添秀則, 近藤良享 共著『スポーツ倫理を問う』（大修館書店）2000年
- 杉本厚夫 編『体育教育を学ぶ人のために』（世界思想社）2001年
- 高橋健夫, 友添秀則, 岩田靖, 岡出美則 (著)『体育科教育学入門』（大修館書店）2002年
- 高橋健夫 編著『体育授業を観察評価する』（明和出版）2003年
- 『教養としての体育原理』（大修館書店）2005年
- 友添秀則 監修『世界のスポーツ（全６巻）』（学研）2005年
- 今関豊一, 岡出美則, 友添秀則 編著『平成20年改訂　中学校教育課程講座　保健体育』（ぎょうせい）2008年
- 『中学校新学習指導要領の展開　保健体育科編』（明治図書）2008年
- 『いま学校体育を考える』（創文企画）2008年
- 『新版　体育科教育学入門』（大修館書店）2010年
- 『楽しい体育理論の授業をつくろう』（大修館書店）2011年
- 『体育科教育学の現在』（創文企画）2011年
- 『スポーツ立国論のゆくえ』（創文企画）2012年
- 『学校運動部の現在とこれから』（創文企画）2013年
- 『障害者スポーツをどのように考えるか』（創文企画）2013年
- 『東京オリンピックがやってくる』（創文企画）2014年
- 『現代スポーツは嘉納治五郎から何を学ぶのか：オリンピック・体育・柔道の新たなビジョン』（ミネルヴァ書房）2014年
- 『スポーツを通した国際貢献のいま』（創文企画）2014年
- 『21世紀スポーツ大事典』（大修館書店）2015年
- 『新版　体育科教育学の現在』（創文企画）2015年
- 『スポーツインテグリティーを考える：スポーツの正義をどう保つか』（創文企画）2015年
- 『よい体育授業を求めて：全国からの発信と交流』（大修館書店）2015年
- 『女性スポーツの現在』（創文企画）2015年
- 『スポーツ科学を問う』（創文企画）2016年
- 『教養としての体育原理　新版』（大修館書店）2016年
- 『運動部活動の理論と実践』（大修館書店）2016年
- 『近代オリンピックにおける文化と芸術』（創文企画）2016年
- 『よくわかるスポーツ倫理学』（ミネルヴァ書房）2017年
- 『大学スポーツの産業化』（創文企画）2017年
- 『スポーツとボランティア』（創文企画）2017年
- 『スポーツ教育の時代』（創文企画）2018年
- 『スポーツ・インテグリティの探求』（大修館書店）2018年
- 『スポーツの未来を考える③　スポーツの可能性とインテグリティ：高潔なスポーツによる豊かな社会を目指して』（同文館出版）2018年
- 『スポーツが得意な子に育つたのしいお話365』（誠文堂新光社）2019年
- 『スポーツ団体のガバナンスをめぐって』（創文企画）2019年
- 友添秀則 編著『対談・座談現代スポーツの論点 : オリンピック・パラリンピックレガシーを語り尽くす』（大修館書店）2020年
- 『体育科教育学研究ハンドブック』（大修館書店）2021年
- 『運動部活動から地域スポーツクラブ活動へ : 新しいブカツのビジョンとミッション』（大修館書店）2023年

### 翻訳
- W.フレイリー 著、近藤良享 他訳 『スポーツモラル』（不昧堂書店）1989年
- ロバート・L．サイモン著、近藤良享・友添秀則 訳『スポーツ倫理学入門』（不昧堂書店）1994年
- ICSSPE 編，日本体育学会学校体育問題検討特別委員会 監訳『世界学校体育サミット』（杏林書院）2002年
- ダリル・シーデントップ 著、高橋健夫 監訳『新しい体育授業の創造：スポーツ教育の実践モデル』（大修館書店）2003年

## 学外委員等
- スポーツ庁スポーツ審議会　委員
- スポーツ庁日本版NCAA創設に向けた学産官連携協議会　学業充実ワーキンググループ　座長
- スポーツ庁運動部活動の在り方に関する総合的なガイドライン作成検討会議　座長
- （公財）日本オリンピック委員会　常務理事
- （一社）日本体育学会　副会長
- 日本体育科教育学会　会長
- 日本スポーツ教育学会　会長
- （公財）日本学校体育研究連合会　会長
- （公財）全日本柔道連盟　理事
- （財）嘉納治五郎記念国際スポーツ研究・交流センター　理事
- 文部科学省　学習指導要領解説作成協力者（保健体育）
- 文部科学省　学習指導要領解説作成協力者（総則）
- （公財）日本アンチ・ドーピング機構　学術委員
- （独）日本スポーツ振興センター　スポーツ振興事業助成審査委員会委員
- 『現代スポーツ評論』（創文企画）　編集委員
- （一社）大学スポーツ協会（UNIVAS）執行理事
- （一財）日本スポーツ政策推進機構　常任理事

## 発言
2014年9月、仁川アジア大会バドミントン男子団体準々決勝の日本対韓国戦において、途中から韓国側が空調を操作して日本に不利な向かい風を吹かせていたのではないかとの疑惑が持ち上がった。第1試合のシングルスに出場した当事者の田児賢一が試合後に、「今までにない経験だった」「途中で風が変わるなんて、他の国じゃありえない。事前に打ち合わせしてたんじゃないの」と怒りをあらわにしたのに対して、スポーツ倫理学の専門家としてNHKの取材に応じた友添は、「スポーツの世界にはアウェーとホームが必ずあって今回はアウェーで想定される範囲内のこと」「（韓国側を）責めるのではなくむしろ成熟した態度、大人の態度で対応した方が日本のスポーツ界の成熟度を示す上で非常に重要」などとコメントした。様々な批判が集まった。